# TPH2 (Triptófano Hidroxilasa 2)
La Triptófano Hidroxilasa 2 se encarga de la producción de serotonina en el cuerpo humano.

## Activación
Se activa transcripcionalmente por la hormona Vitamina D. La deficiencia de esta hormona y de los Ácido graso omega 3, como el Ácido eicosapentaenoico, puedes llevar a niveles reducidos de serotonina en el cuerpo, sugiriendo que la síntesis de la Serotonina no está siendo adecuada, desencadenando en diferentes Trastornos psicológicos, trastornos del Sistema nervioso autónomo e incluso signos neurológicos.     